# Ognean Nikolov
Ognean Nikolov (în bulgară Огнян Великов; n. 13 iunie 1949, Sofia, Republica Populară Bulgaria) este un luptător ce a reprezentat Bulgaria, medaliat olimpic. A participat la o ediție a Jocurilor Olimpice (1972) în care a câștigat o medalie de argint.